# Bagiennik

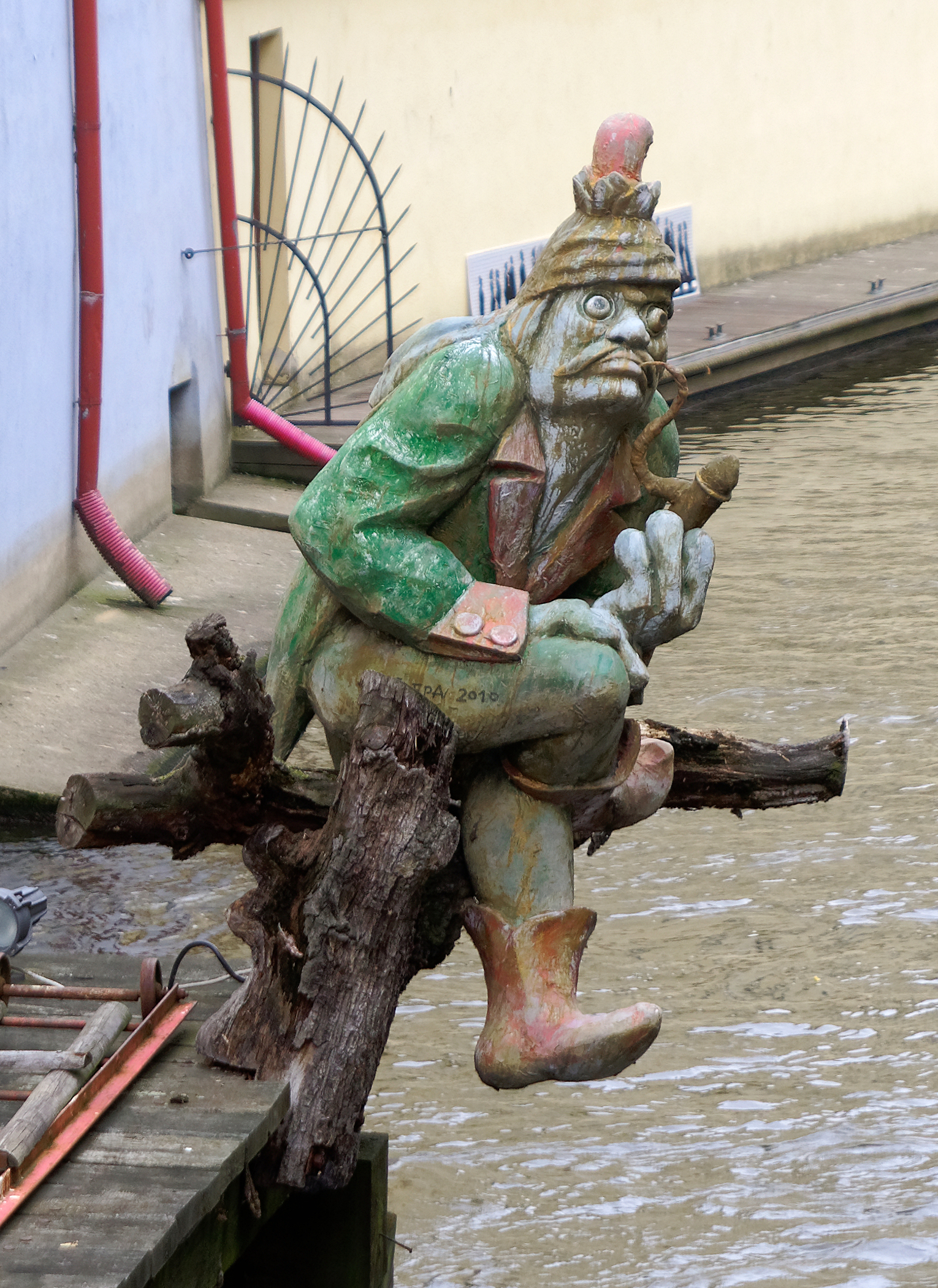
Wodnik Kabourek, Praga.

Bagiennik era el nombre de los demonios del agua en la mitología eslava. Están relacionados con el espíritu Bannik. Estaban sujetos a Wąda, dama de los lagos y las corrientes poco profundas, también conocida como Reina de los Prados Submarinos.
Los bagienniks vivían en las profundidades de los lagos y ríos. Eran capaces de emitir una sustancia aceitosa de las fosas nasales, que estaban localizadas entre la nariz o en la frente. Esta sustancia era tan caliente que quemaba a las víctimas, pero también se decía que curaba heridas profundas, indigestión, enfermedades cardíacas e incluso infertilidad.
La presencia de los bagienniks podía ser detectada por las burbujas en la superficie del agua, o por su color más oscuro y lodoso.
- Datos: Q2755571